# Jenny Lavarda
Jenny Lavarda (* 22. ledna 1984 Marostica, Benátsko) je italská horolezkyně a všestranná reprezentantka ve sportovním lezení a ledolezení, mistryně světa v ledolezení. V celkovém hodnocení světového poháru ve sportovním lezení získala tři medaile v kombinaci disciplín. Ze všech závodů má nejvíce vítězství a medailí z mistrovství Itálie ve sportovním lezení (26/4/6) ve třech disciplínách.

## Výkony a ocenění
lezení na obtížnost
Patnáctinásobná mistryně Itálie, šestinásobná vítězka Italského poháru, juniorská mistryně světa. Na mistrovství světa i Evropy skončila nejlépe čtvrtá v letech 2003 a 2004.
lezení na rychlost
Sedminásobná mistryně Itálie, celkem získala osm medailí (7/0/1). Na mistrovství světa skončila nejlépe sedmá v roce 2007.
bouldering
Vítězka Melloblocca, dvojnásobná mistryně Itálie, celkem získala sedm medailí (2/2/3), dvojnásobná vítězka Italského poháru. Na mistrovství Evropy skončila nejlépe devátá v roce 2004.
ledolezení
Mistryně světa 2007, dvakrát zvítězila v celkovém hodnocení světového poháru.
Rock Master
Sedmnáctkrát za sebou se zúčastnila prestižních mezinárodních závodů Rock Master v italském Arcu, z toho šestnáctkrát v lezení na obtížnost, kde byla nejlépe čtvrtá v roce 2012, jinak však končila ve druhé polovině závodního pole úzkého výběru lezců.
Světový pohár
Sedmnáct let se účastnila světového poháru v lezení na obtížnost a čtrnáct v boulderingu. Nejlépe se jí dařilo v roce 2004, kdy získala v jednotlivých závodech třikrát bronz a v celkovém hodnocení skončila druhá v kombinaci disciplín. Většinou se umisťovala v semifinále, naposledy do finále dostala v roce 2011 (obtížnost) na poháru v Ammanu v Jordánsku (kde byla o něco menší účast) a ve stejném roce také v boulderingu na poháru ve slovinském Log-Dragomeru, finalistkou tedy byla 11 a 10 let.

### Závodní výsledky
sportovní lezení
| Arco Rock Master | Arco Rock Master | Arco Rock Master | Arco Rock Master | Arco Rock Master | Arco Rock Master | Arco Rock Master | Arco Rock Master | Arco Rock Master | Arco Rock Master | Arco Rock Master | Arco Rock Master | Arco Rock Master | Arco Rock Master | Arco Rock Master | Arco Rock Master | Arco Rock Master | Arco Rock Master |
| Rok              | 98               | 99               | 2000             | 01               | 02               | 03               | 04               | 05               | 06               | 07               | 08               | 09               | 2010*            | 11               | 12               | 13               | 14               |
| ---------------- | ---------------- | ---------------- | ---------------- | ---------------- | ---------------- | ---------------- | ---------------- | ---------------- | ---------------- | ---------------- | ---------------- | ---------------- | ---------------- | ---------------- | ---------------- | ---------------- | ---------------- |
| Obtížnost        | 11               | 9                | 7                | 11               | 7                | 5                | 5                | 5                | 10               | 9                | 9                | 9                | 22               | 13               | 4                | —                | 9                |
| Rychlost         | —                | —                | —                | —                | —                | —                | —                | —                | —                | —                | —                | —                | 19               | 7                | —                | 7                | —                |
| Bouldering       | —                | —                | 6-8              | —                | —                | —                | —                | —                | —                | —                | —                | —                | 8                | —                | —                | —                | —                |

* poznámka: 2010: širší nominace jako příprava na pořádání mistrovství světa 2011
| Melloblocco | Melloblocco |
| Rok         | 2016        |
| ----------- | ----------- |
| Bouldering  | 1           |

| Mistrovství světa ve sportovním lezení | Mistrovství světa ve sportovním lezení | Mistrovství světa ve sportovním lezení | Mistrovství světa ve sportovním lezení | Mistrovství světa ve sportovním lezení | Mistrovství světa ve sportovním lezení | Mistrovství světa ve sportovním lezení | Mistrovství světa ve sportovním lezení | Mistrovství světa ve sportovním lezení |
| Rok                                    | 2001                                   | 2003                                   | 2005                                   | 2007                                   | 2009                                   | 2011                                   | 2012                                   | 2014                                   |
| -------------------------------------- | -------------------------------------- | -------------------------------------- | -------------------------------------- | -------------------------------------- | -------------------------------------- | -------------------------------------- | -------------------------------------- | -------------------------------------- |
| Obtížnost                              | 5-6                                    | 4                                      | 21-24                                  | 18                                     | 15                                     | 14                                     | 12                                     | 14                                     |
| Rychlost                               | —                                      | —                                      | —                                      | 7                                      | 26                                     | 44                                     | 43                                     | 14                                     |
| Bouldering                             | —                                      | —                                      | 24-25                                  | 16                                     | 14                                     | 21-22                                  | 17                                     | 19                                     |

| Světový pohár ve sportovním lezení | Světový pohár ve sportovním lezení | Světový pohár ve sportovním lezení | Světový pohár ve sportovním lezení | Světový pohár ve sportovním lezení | Světový pohár ve sportovním lezení | Světový pohár ve sportovním lezení | Světový pohár ve sportovním lezení | Světový pohár ve sportovním lezení | Světový pohár ve sportovním lezení | Světový pohár ve sportovním lezení | Světový pohár ve sportovním lezení | Světový pohár ve sportovním lezení | Světový pohár ve sportovním lezení | Světový pohár ve sportovním lezení | Světový pohár ve sportovním lezení | Světový pohár ve sportovním lezení | Světový pohár ve sportovním lezení | Světový pohár ve sportovním lezení |
| Rok                                | 2000                               | 01                                 | 02                                 | 03                                 | 04                                 | 05                                 | 06                                 | 07                                 | 08                                 | 09                                 | 2010                               | 11                                 | 12                                 | 13                                 | 14                                 | 15                                 | 16                                 | 17                                 |
| ---------------------------------- | ---------------------------------- | ---------------------------------- | ---------------------------------- | ---------------------------------- | ---------------------------------- | ---------------------------------- | ---------------------------------- | ---------------------------------- | ---------------------------------- | ---------------------------------- | ---------------------------------- | ---------------------------------- | ---------------------------------- | ---------------------------------- | ---------------------------------- | ---------------------------------- | ---------------------------------- | ---------------------------------- |
| Obtížnost                          | 8                                  | 7-8                                | 8                                  | 9                                  | 7                                  | 7                                  | 12                                 | 16                                 | 25                                 | 19                                 | 25                                 | 14                                 | 15                                 | 15                                 | 27                                 | 20                                 | 50-52                              | 59-61                              |
| jednotlivě* (x/x/x)                | 9,6-7, 13,14,7                     | 10,8,5, 21,11                      | 14,8,7,9, 9,17,20                  | 18,11,17,7,11, 15,4-7,6,9,6        | 10,14,4,9,8, · 5-6,5,10-11,        | 6,6,5,5-7,13-14, 7,15,33,8         |                                    |                                    |                                    |                                    |                                    |                                    |                                    |                                    |                                    | 23,9,22,20, 21,21,35,              | 23,42, 30,38,                      | 41,24,37                           |
| Bouldering                         | 28                                 | —                                  | 9-10                               | 39-41                              | 6                                  | 18                                 | 37                                 | 13                                 | 29                                 | 21                                 | 10                                 | 18                                 | 50                                 | 26-28                              | 37-38                              | —                                  | —                                  | —                                  |
| jednotlivě* (x/x/x)                | 8,6,                               | —                                  | 4,13,                              | 15,                                | 6,17,14, · 17-18,,                 | 20-21,14,18,                       |                                    |                                    |                                    |                                    |                                    |                                    |                                    |                                    |                                    | —                                  | —                                  | —                                  |
| Kombinace                          | 15                                 | —                                  | 3                                  | 7                                  | 2                                  | 3                                  | 14                                 |                                    |                                    | 11                                 | 7                                  | 9                                  | 10                                 | 12                                 | 14                                 | —                                  | —                                  | 148-152                            |

* poznámka: nalevo jsou poslední závody v roce
| Mistrovství Evropy ve sportovním lezení | Mistrovství Evropy ve sportovním lezení | Mistrovství Evropy ve sportovním lezení | Mistrovství Evropy ve sportovním lezení | Mistrovství Evropy ve sportovním lezení | Mistrovství Evropy ve sportovním lezení | Mistrovství Evropy ve sportovním lezení | Mistrovství Evropy ve sportovním lezení | Mistrovství Evropy ve sportovním lezení | Mistrovství Evropy ve sportovním lezení | Mistrovství Evropy ve sportovním lezení |
| Rok                                     | 2000                                    | 2002                                    | 2004                                    | 2006                                    | 2007                                    | 2008                                    | 2010                                    | 2013                                    | 2015                                    | 2017                                    |
| --------------------------------------- | --------------------------------------- | --------------------------------------- | --------------------------------------- | --------------------------------------- | --------------------------------------- | --------------------------------------- | --------------------------------------- | --------------------------------------- | --------------------------------------- | --------------------------------------- |
| Obtížnost                               | 8                                       | 14-15                                   | 4                                       | 24                                      | boulder                                 | 24-27                                   | 17                                      | 15-16                                   | 26                                      | 43                                      |
| Rychlost                                | —                                       | —                                       | —                                       | —                                       | boulder                                 | —                                       | 18                                      | 35                                      | —                                       | —                                       |
| Bouldering                              | —                                       | —                                       | 9                                       | zrušeno                                 | 17                                      | 17                                      | 19                                      | 18                                      | 21-22                                   | —                                       |

| Mistrovství Itálie ve sportovním lezení (23/4/6) | Mistrovství Itálie ve sportovním lezení (23/4/6) | Mistrovství Itálie ve sportovním lezení (23/4/6) | Mistrovství Itálie ve sportovním lezení (23/4/6) | Mistrovství Itálie ve sportovním lezení (23/4/6) | Mistrovství Itálie ve sportovním lezení (23/4/6) | Mistrovství Itálie ve sportovním lezení (23/4/6) | Mistrovství Itálie ve sportovním lezení (23/4/6) | Mistrovství Itálie ve sportovním lezení (23/4/6) | Mistrovství Itálie ve sportovním lezení (23/4/6) | Mistrovství Itálie ve sportovním lezení (23/4/6) | Mistrovství Itálie ve sportovním lezení (23/4/6) | Mistrovství Itálie ve sportovním lezení (23/4/6) | Mistrovství Itálie ve sportovním lezení (23/4/6) | Mistrovství Itálie ve sportovním lezení (23/4/6) | Mistrovství Itálie ve sportovním lezení (23/4/6) | Mistrovství Itálie ve sportovním lezení (23/4/6) | Mistrovství Itálie ve sportovním lezení (23/4/6) | Mistrovství Itálie ve sportovním lezení (23/4/6) | Mistrovství Itálie ve sportovním lezení (23/4/6) | Mistrovství Itálie ve sportovním lezení (23/4/6) |
| Rok                                              | 98                                               | 99                                               | 2000                                             | 01                                               | 02                                               | 03                                               | 04                                               | 05                                               | 06                                               | 07                                               | 08                                               | 09                                               | 2010                                             | 11                                               | 12                                               | 13                                               | 14                                               | 15                                               | 16                                               | 17                                               |
| ------------------------------------------------ | ------------------------------------------------ | ------------------------------------------------ | ------------------------------------------------ | ------------------------------------------------ | ------------------------------------------------ | ------------------------------------------------ | ------------------------------------------------ | ------------------------------------------------ | ------------------------------------------------ | ------------------------------------------------ | ------------------------------------------------ | ------------------------------------------------ | ------------------------------------------------ | ------------------------------------------------ | ------------------------------------------------ | ------------------------------------------------ | ------------------------------------------------ | ------------------------------------------------ | ------------------------------------------------ | ------------------------------------------------ |
| Obtížnost (15/2/2)                               | 1                                                | 1                                                | 1                                                | 3                                                | 1                                                | 1                                                | 1                                                | 1                                                | 1                                                | 1                                                | 1                                                | 1                                                | 1                                                | 1                                                | 1                                                |                                                  | 2                                                | 2                                                | 3                                                | 1                                                |
| Rychlost (7/0/1)                                 |                                                  |                                                  | 1                                                |                                                  | 1                                                | 1                                                | 1                                                | 1                                                | 1                                                | 1                                                | 3                                                |                                                  |                                                  |                                                  |                                                  |                                                  |                                                  |                                                  |                                                  |                                                  |
| Bouldering (2/2/3)                               |                                                  |                                                  | 2                                                |                                                  |                                                  | 3                                                | 1                                                |                                                  |                                                  |                                                  | 3                                                | 1                                                |                                                  |                                                  |                                                  | 2                                                | 3                                                |                                                  |                                                  |                                                  |

| Italský pohár ve sportovním lezení | Italský pohár ve sportovním lezení | Italský pohár ve sportovním lezení | Italský pohár ve sportovním lezení | Italský pohár ve sportovním lezení | Italský pohár ve sportovním lezení | Italský pohár ve sportovním lezení |
| Rok                                | 1999                               | 2000                               | 2001                               | 2011                               | 2012                               | 2014                               |
| ---------------------------------- | ---------------------------------- | ---------------------------------- | ---------------------------------- | ---------------------------------- | ---------------------------------- | ---------------------------------- |
| Obtížnost                          | 1                                  | 1                                  | 1                                  | 1                                  | 1                                  | 1                                  |
| Bouldering                         | 1                                  |                                    |                                    |                                    | 1                                  |                                    |

| Mistrovství světa juniorů ve sportovním lezení | Mistrovství světa juniorů ve sportovním lezení | Mistrovství světa juniorů ve sportovním lezení |
| Rok                                            | 2001 kat. A                                    | 2003 juniorky                                  |
| ---------------------------------------------- | ---------------------------------------------- | ---------------------------------------------- |
| Obtížnost                                      | 1                                              | 3                                              |

ledolezení
| Mistrovství světa v ledolezení | Mistrovství světa v ledolezení |
| Rok                            | 2007                           |
| ------------------------------ | ------------------------------ |
| Obtížnost                      | 1                              |

| Světový pohár v ledolezení | Světový pohár v ledolezení | Světový pohár v ledolezení | Světový pohár v ledolezení | Světový pohár v ledolezení | Světový pohár v ledolezení | Světový pohár v ledolezení |
| Rok                        | 2006                       | 2007                       | 2008                       | 2009                       | 2010                       | 2011                       |
| -------------------------- | -------------------------- | -------------------------- | -------------------------- | -------------------------- | -------------------------- | -------------------------- |
| Obtížnost                  | 6                          | 1                          | 1                          | 9                          | —                          | 15                         |
| jednotlivě* (2/4/2)        | 10,-,,-,                   | ,                          | ,                          | 11,4,9                     | —                          | -,7,11,-                   |

* poznámka: napravo jsou poslední závody v roce

### Skalní lezení
- 8c/9a, Dolomity[3]